# Dirthouse (песня)
«Dirthouse» (в переводе с англ. — «Грязный Дом») — второй сингл индастриал-метал группы Static-X с их альбома Start a War, который был выпущен 14 июня 2005 года.

## Клип
В видеоклип «Dirthouse», изданный в ноябре 2005 года, показывается группа, играющая в неком темном загрязненном помещении. Барабаны покрыты пеплом и слоем пыли. К концу клипа грязь и пыль толстым слоем покрывает пол . Так же на бонус диске X-Rated который шёл к альбому Start a War есть видео репетиции этой песни.

## Список композиций
| №  | Название    | Длительность |
| -- | ----------- | ------------ |
| 1. | «Dirthouse» | 3:03         |

## Чарты
| Чарт(2005)                                | Позиция |
| ----------------------------------------- | ------- |
| U.S. Billboard Hot Mainstream Rock Tracks | 27      |